# Урбанчик, Клаус
Клаус Урбанчик (нем. Klaus Urbanczyk, род. 4 июня 1940, Галле) — немецкий футболист.
«Футболист года» ГДР. Игрок клуба «Хеми Галле» и национальной сборной ГДР.
В 1971 году он находился с командой «Хеми Галле» в рамках Кубка УЕФА в нидерландском городе Эйндховен. Гостиница, в которой были размещены спортсмены, загорелась. Урбанчик спас несколько человек из огня и при этом сам был тяжело ранен.

## Достижения
- Футболист года ГДР: 1964
- Спортсмен года ГДР: 1964
- Номинант на Золотой мяч: 1964